# Емпіричні знання
Емпіричні знання — це знання, отримані за допомогою досвіду, на відміну від апріорних (знання до певного досвіду): воно також може протиставлятися як декларативним (підручниковим) знанням, так і практичним.
Емпіричні знання подібні до концепту особистих знань Майкла Поланьї, а також протиставляються Знанням за Ознайомленням та за Описом Бертрана Рассела.

## А posteriori
У філософії свідомості це словосполучення часто звертається до знань, які можна набути лише за допомогою досвіду, як, наприклад, знання того, як це бачити кольори, що не можна було б пояснити тому, хто народився сліпим: необхідність емпіричних знань стає зрозумілою, якщо когось попросили описати сліпій людині такий колір, як синій.
Питання про знання a posteriori може бути сформульовано так: чи можуть Адам чи Єва знати, як відчувається вода на їхній шкірі, до того, як вперше доторкнутися до неї?

## Релігія
Дзен наголошує на важливості емпіричного елементу в релігійному досвіді , на противагу до того, що виглядає як пастка концептуалізації: як сказав Д.Т. Судзукі, "вогонь. Якщо говорити про нього, то він не обпече рот".
Емпіричні знання також використовуються у філософії релігії як аргумент проти Божого всезнання, ставлячи під сумнів, чи справді Бог може все знати, оскільки він (нібито) не може знати, що таке грішити. Коментуючи відмінність між емпіричним знанням і знанням деклеративним,  філософ-аналітик і теолог Вільям Лейн Крейг заявив в інтерв'ю  з Робертом Лоуренсом Куном для шоу PBS « Ближче до правди», що емпіричні знання є властивими для свідомості, яка володіє знаннями, для того, щоб всезнання стало досконалістю розуму, а, отже, всезнання Бога повинне містити тільки знання Бога, всіх істин та лише відповідних емпіричних знань.

## Екологія
Письменник Баррі Лопес пише про емпіричні знання та про те, який вони стосунок мають до навколишнього середовища, стверджуючи, що, якщо не дослідити природу, то не можна повністю «пізнати» та зрозуміти взаємозв'язки всередині екосистем.

## Терапія
Карл Роджерс наголосив на важливості емпіричних знань як для терапевта, який формулює свої теорії, так і для клієнта, що проходить терапію  - твердження, з яким погодиться більшість психологів-наставників.
Як визначила Томасіна Боркман (Заслужена професорка соціології Університету Джорджа Мейсона), емпіричні знання є наріжним каменем терапії у групах самодопомоги , на противагу до загальних, так і професійних знань. Обмін думками в таких групах - це розповідь про значний життєвий досвід, завдяки якому отримані знання затверджуються групою та перетворюються на базу, яка стає їх основним джерелом і продуктом.
Невіл Сімінгтон стверджував, що однією з основних рис нарцисичної людини є ухилення від емпіричних знань, на користь використання вже готового способу життя, що спирається на досвід інших людей.

## Культура
Хелен Вендлер охарактеризувала мистецтво Шеймаса Гіні, в певному сенсі, як запис кривої емпіричного навчання: "ми - земляні черви, і все, що / пройшло через нас, - буде нашим слідом".

## Дивись також
- Емпіричний доказ
- Experiential learning[en]
- Рефлексія (філософія)
- Серен К'єркегор
- Мішель де Монтень
- Кваліа
- Неявне знання